# Come Away with Me
Come Away with Me – debiutancki album studyjny amerykańskiej piosenkarki i kompozytorki Nory Jones.
Album, sprzedany w ponad 20 milionach egzemplarzy, stał się ogólnoświatowym przebojem oraz zdobył osiem nagród Grammy. W Stanach Zjednoczonych sprzedano ponad 10 milionów egzemplarzy, co pozwoliło płycie na zdobycie statusu diamentowej. W Polsce nagrania uzyskały certyfikat podwójnie platynowej płyty.

## Lista utworów
1. „Don’t Know Why” (Jesse Harris) – 3:06
2. „Seven Years” (Lee Alexander) – 2:25
3. „Cold, Cold Heart” (Hank Williams) – 3:38
4. „Feelin’ the Same Way” (Alexander) – 2:57
5. „Come Away with Me” (Norah Jones) – 3:18
6. „Shoot the Moon” (Harris) – 3:56
7. „Turn Me On” (John D. Loudermilk) – 2:34
8. „Lonestar” (Alexander) – 3:06
9. „I’ve Got to See You Again” (Harris) – 4:13
10. „Painter Song” (Alexander, J.C. Hopkins) – 2:42
11. „One Flight Down” (Harris) – 3:05
12. „Nightingale” (Jones) – 4:12
13. „The Long Day Is Over” (Harris, Jones) – 2:44
14. „The Nearness of You” (Hoagy Carmichael, Ned Washington) – 3:07